# Van Dammeho memoriál 2017
Memoriál Van Dammeho 2017 byl lehkoatletický mítink, který se konal 1. září 2017 v belgickém městě Bruselu. Byl součástí série mítinků Diamantové ligy 2017.

## Výsledky

### Muži
| Disciplína             | 1. místo                  | 2. místo                    | 3. místo                  |
| Běh na 200 m           | Noah Lyles 20,00          | Ameer Webb 20,01            | Ramil Guliyev 20,02       |
| Běh na 400 m           | Luguelín Santos 45,97     | Rabah Yousif 46,10          | Martyn Rooney 46,29       |
| Běh na 800 m           | Nijel Amos 1:44,53        | Marcin Lewandowski 1:44,77  | Adam Kszczot 1:44,84      |
| Běh na 1500 m          | Elijah Manangoi 3:38,97   | Mahiedine Mekhissi 3:39,42  | Jordan Williamsz 3:40,03  |
| Běh na 3000 m překážek | Conseslus Kipruto 8:04,73 | Soufiane El Bakkali 8:04,83 | Evan Jager 8:11,71        |
| Běh na 110 m překážek  | Sergej Šubenkov 13,14     | Orlando Ortega 13,17        | Aries Merritt 13,20       |
| Trojskok               | Christian Taylor 17,49 m  | Will Claye 17,35 m          | Pedro Pichardo 17,32 m    |
| Hod diskem             | Andrius Gudžius 68,16 m   | Fedrick Dacres 66,31 m      | Piotr Małachowski 65,73 m |

### Ženy
| Disciplína            | 1. místo                       | 2. místo                                | 3. místo                          |
| Běh na 100 m          | Elaine Thompsonová 10,92       | Marie-Josée Ta Lou 10,93                | Okagbareová-Ighoteguonorová 11,07 |
| Běh na 400 m          | Shaunae Millerová-Uibová 49,46 | Salvá Ajd Násirová 49,88                | Courtney Okolová 50,91            |
| Běh na 1500 m         | Faith Kipyegonová 3:57,04      | Sifan Hassanová 3:57,22                 | Winny Chebetová 4:00,18           |
| Běh na 5000 m         | Hellen Obiriová 14:25,88       | Caroline Chepkoech Kipkiruiová 14:27,55 | Senbere Teferiová 14:32,03        |
| Běh na 400 m překážek | Dalilah Muhammadová 53,89      | Zuzana Hejnová 53,93                    | Ashley Spencerová 54,92           |
| Skok daleký           | Ivana Španovićová 670 cm       | Lorraine Ugenová 665 cm                 | Shakeelah Saundersová 664 cm      |
| Skok vysoký           | Marija Lasickeneová 202 cm     | Julija Levčenková 194 cm                | Michaela Hrubá 188 cm             |
| Skok o tyči           | Katerina Stefanidiová 485 cm   | Sandi Morrisová 475 cm                  | Alysha Newmanová 475 cm           |
| Hod diskem            | Sandra Perkovićová 68,82 m     | Dani Stevensová 65,85 m                 | Denia Caballerová 64,61 m         |